# La Digue Playing Fields
La Digue Playing Fields – to stadion wielofunkcyjny w mieście La Digue na wyspie La Digue na Seszelach. Jest obecnie używany głównie dla meczów piłki nożnej. Swoje mecze rozgrywają na nim drużyny piłkarskie Anse Réunion FC i La Passe FC. Stadion może pomieścić 2000 widzów.